# Bapska
Bapska is een plaats in de Kroatische gemeente Ilok.
In 2001 telde Bapska 1313 inwoners.